# Petit Désert de Sable
 (août 2023).
Si vous disposez d'ouvrages ou d'articles de référence ou si vous connaissez des sites web de qualité traitant du thème abordé ici, merci de compléter l'article en donnant les références utiles à sa vérifiabilité et en les liant à la section « Notes et références ».
Le Petit Désert de Sable est un  désert situé en Australie-Occidentale au sud-ouest du Grand Désert de Sable et à l'ouest du désert de Gibson. Il doit son nom à sa proximité et à sa similitude (sauf pour la taille) avec le Grand Désert de Sable. Ses paysages, sa faune et sa flore sont comparables en tout point avec ceux de son voisin. Les deux déserts sont traversés par le chemin pour le bétail de Canning (Canning cattle route en anglais), un chemin de 1800 kilomètres qui relie Halls Creek à Wiluna à travers le désert, découvert par Alfred Canning (en), qui repéra 52 puits sur le trajet.

Images
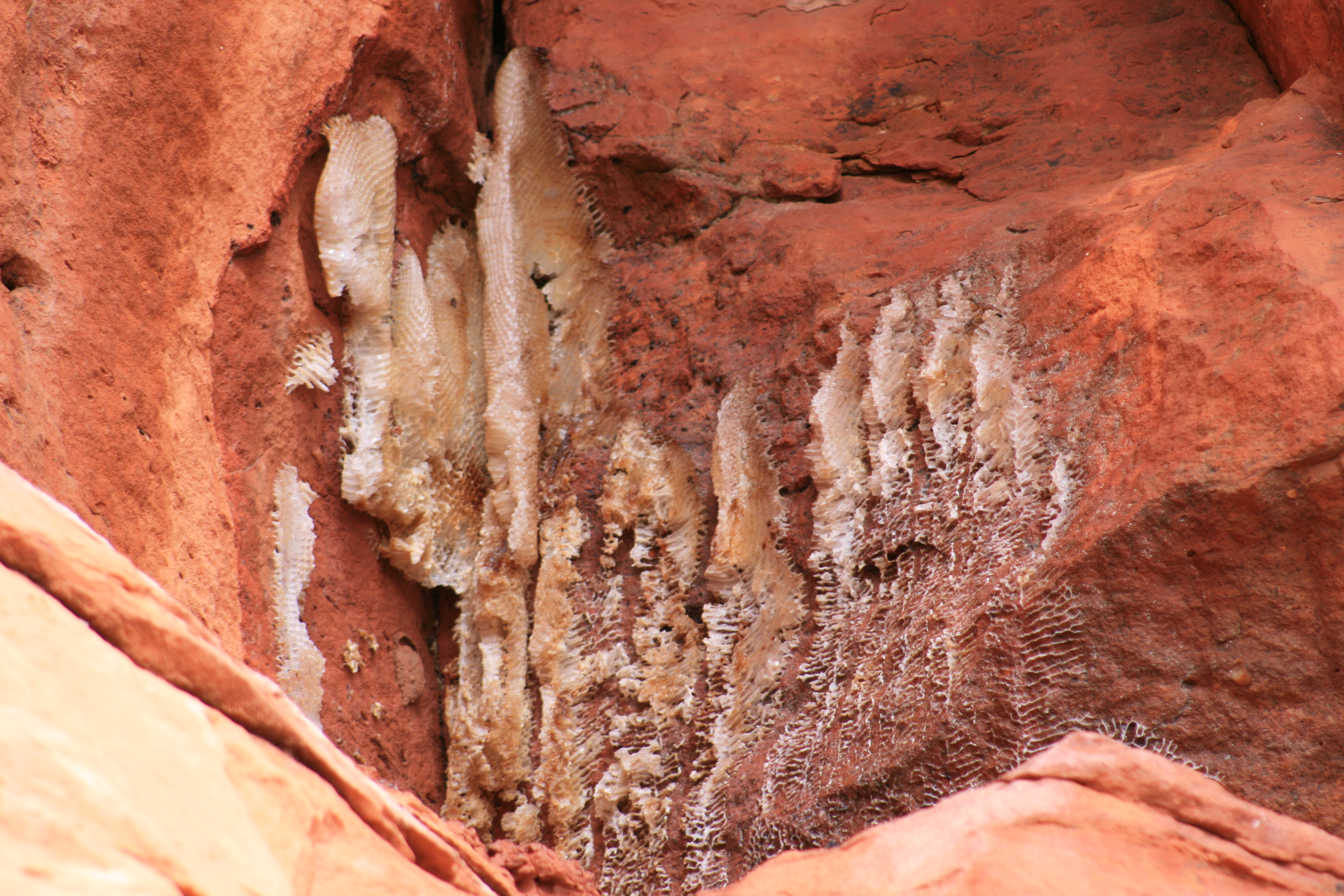
Nid d'abeilles sauvages en juillet 2008.
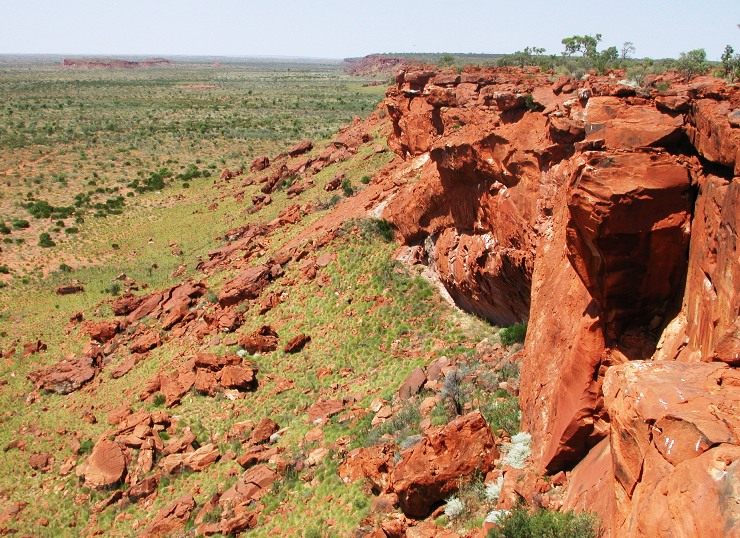
Le désert près de Durba Spring en janvier 2007.